# Lykurg (Redner)
Lykurg oder Lykurgos (altgriechisch Λυκοῦργος Lykúrgos; * um 390 v. Chr.; † 324 v. Chr.) war ein Redner und Politiker im antiken Athen.

Lykurg war Eteobutade. Seit Urzeiten waren in der Familie der Eteobutaden (das heißt echte Butaden, Nachfahren des Butes, des Bruders des mythischen Königs Erechtheus) hohe Priesterämter erblich. Er war Schüler von Isokrates und Platon.
Als Parteigänger von Demosthenes war Lykurg einige Jahre Vorsteher der Kasse für die Schauspielgelder, das heißt, er führte die Athener Finanzverwaltung. Er ließ das Dionysostheater in Stein fertigstellen, Statuen der drei großen Tragiker aufstellen und ein Staatsexemplar ihrer Texte erstellen.
Von Lykurg ist nur die 330 gehaltene Rede Gegen Leokrates erhalten. Nach der Schlacht von Chaironeia war in Athen das Verlassen der Stadt verboten worden. Trotzdem war Leokrates nach Rhodos gesegelt und hatte danach längere Zeit in Megara gelebt, ehe er nach acht Jahren nach Athen zurückkehrte. In der langen, zitatenreichen Rede wurde er von Lykurg angeklagt und die Todesstrafe gefordert. Wie wir aus Aischines’ wenig später gehaltener Rede Gegen Ktesiphon wissen, endete der Prozess mit Stimmengleichheit, die einen Freispruch bedeutete.

## Ausgaben
- Rede des Athenischen Staatsmannes Lykurgos gegen Leokrates, übersetzt und erläutert von Friedrich August Nüßlin, Löffler, Mannheim 1840.
- Lykurg, Rede gegen Leokrates, herausgegeben, eingeleitet und übersetzt von Johannes Engels (Texte zur Forschung Band 93), Darmstadt 2008, ISBN 978-3-534-20083-2